# برالوباربیتال
برالوباربیتال (انگلیسی: Brallobarbital) یک باربیتورات بود که در دهه ۱۹۲۰ میلادی ایجاد شد که دارای خواص آرام بخش و خواب آور است و برای درمان بی خوابی استفاده می شود. امروزه دیگر ساخته نمی‌شود.